# Drassodes canaglensis
Espèce
Drassodes canaglensis est une espèce d'araignées aranéomorphes de la famille des Gnaphosidae.

## Distribution
Cette espèce est endémique du Frioul-Vénétie Julienne en Italie. Elle se rencontre à Malborghetto-Valbruna.

## Description
La femelle mesure 9,5 mm.

## Publication originale
- Caporiacco, 1927 : Secondo saggio sulla-fauna aracnologica della Carnia e regioni limitrofe. Memorie della Società Entomologica Italiana, vol. 5, p. 70-130.